# American Pie Presents: Beta House
American Pie Presents: Beta House è un film direct-to-video del 2007 diretto da Andrew Waller.
È il sesto capitolo della saga di American Pie. Il film riprende molti elementi del celebre Animal House, ribaltandone la trama e il ruolo nei nerd/geek.

## Trama
All'Università del Michigan la lotta tra le confraternite è davvero feroce. Erik Stifler è stato appena lasciato dalla fidanzata, ma non si dà per vinto e insieme all'amico Cooze cerca di entrare nella spregiudicata confraternita Beta House, la stessa del cugino Dwight, previo superamento di una lista di sfide di gruppo, atte a capire se sono degni della magnifica confraternita; i due riescono infine a diventare confratelli.
Nel frattempo ci saranno feste e degli imprevisti per Cooze, che alla fine si riveleranno tutt'altro che spiacevoli. Ma la lotta per la supremazia nel campus tra la Beta House e la Geek House diventa sempre più intensa. Alla fine, dopo varie esilaranti prove stile olimpiadi del sesso e della pazzia, che vedono come arbitro, inventore e primo vincitore, il padre di Jim, Noah Levenstein, la Beta House riesce a vincere grazie alla potenza della famiglia Stifler e al suggerimento del primo antagonista di Dwight, Rock.

## Personaggi
- Erik Stifler: dopo essere stato mollato da Tracy per Trent, è diventato depresso, non riesce a trovare un'altra ragazza e la masturbazione rimane ancora un atto proibito, di conseguenza si ritrova teso e insicuro. Ci saranno cambiamenti non solo dal momento in cui diventa confratello Beta, ma soprattutto dalla relazione iniziata con Ashley.
- Dwight Stifler: lo si ritrova identico all'episodio precedente, ovvero amante dell'alcol, delle feste e grande dongiovanni, ma con un differente antagonista: Edgar e la rispettiva confraternita GΕΣΚ.
- Bobby Coolidge: il compagno di stanza di Erik, ragazzo paffuto e cresciuto in una fattoria; per lui non ci sono confini alla decenza, ogni cosa è fattibile.
- Edgar Willis: il presidente della casa dei "secchioni". Egli è l'unico che ha una compagna rispetto agli altri confratelli, con la quale ama praticare giochi di ruolo sessuali a sfondo nerd. Sfiderà Dwight alle "Olimpiadi dell'Antica Grecia", alle quali però perderà miseramente a causa dell'aiuto di Rock e della maggiore esperienza del suo avversario.
- Mike "Cooze" Coozeman: il migliore amico di Erik. Il suo approccio con le ragazze è migliorato molto, tanto che non viene più colpito violentemente da esse e riesce a trovarsi una ragazza con una particolarità sorprendente.
- Wesley: il presidente di casa Beta, è un elemento singolare nel campus poiché potrebbe essere uno studente modello se non fosse per il suo grosso problema con l'alcol: qualsiasi alcolico gli dà ai sensi portandolo a berne quantità ingenti e infine combinare le più catastrofiche azioni. Di consuetudine ogni mattina seguente ad una bevuta si risveglia trovando le sorprendenti conseguenze (come la volta in cui si svegliò su un aereo in compagnia di un ragazzino che aveva appena adottato) di ciò che ha fatto durante la sbornia senza però ricordarsi nulla: per questo motivo è soprannominato la minaccia smemorata.
- Ashley: la bella studentessa che incontra Erik nei bagni (in comune) e con il quale avrà una storia. La si può considerare una ragazza comune e ha avuto una storia analoga a quella di Erik.
- Denise: compagna di stanza di Ashley che durante il film diverrà ragazza di Cooze, alla fine lo stupirà e delizierà con un'abilità molto particolare, malgrado preoccupazioni e stress del partner.
- Noah Levenstein: in questo episodio, oltre ad essere saggia fonte di consigli per i ragazzi e avvocato di Beta House, si scopre essere membro e presidente di casa Beta, nonché ultimo capitano di squadra Beta a concorrere e vincere le Olimpiadi dell'Antica Grecia, alle quali parteciperà per tradizione come arbitro. Detiene ancora il record alla prova Il rilascio di Venere grazie alle sue "mani da chirurgo".
- Harry Stifler: il padre di Erik. L'età potrebbe ingannare, ma è uno Stifler puro, tanto che ha stilato una lista su A4 che occupa entrambi i lati con tutti i nomi delle ragazze e donne che sono state a letto con lui almeno una volta. Nella lista è presente persino il nome della madre dell'amico di suo figlio, Tanja Coozeman, ma non quello della sua attuale moglie.
- Irene Wright: la compagna di Edgar, "secchiona" anch'ella ma, a detta di Dwight, con un corpo favoloso, la quale però alla fine volgerà dalla parte di Stifler dopo il fallimento di Edgar.
- Bull: l'elemento con minor autocontrollo di casa Beta e spesso considerato strano persino dai confratelli, porta sempre con sé una lattina di birra.
- Margie: la ragazza di Bobby. Il suo carattere è perfettamente complementare al suo compagno.
- Rock: ex presidente della confraternita ΛΠΓ, acerrimi rivali dei Beta nel capitolo precedente, in quanto fatto espellere da Edgar, quindi alleatosi ora con i Beta. Per vendicarsi contro Edgar, darà un aiuto a Stifler durante un incontro segreto spiegandogli il motivo apparentemente incomprensibile della sua espulsione e di un aneddoto a sfavore di Edgar che permetterà a Dwight di vincere le "Olimpiadi dell'Antica Grecia".

## Riferimenti ad altre pellicole
- Lanciando gavettoni con un mortaio, insieme a Erik, Bobby e Cooze, Dwight esclama: "Adoro l'odore di tette la mattina"; è un chiaro riferimento alla frase "Adoro l'odore del Napalm la mattina" del film Apocalypse Now.

## Produzione
American Pie presenta: Nudi alla meta, il secondo capitolo della serie di film American Pie, è stato un successo commerciale e la Universal Pictures si è preparata per un sequel. Lo scrittore di Nudi alla meta, Erik Lindsay, ha presentato il film dicendo: "Guarda, non andremo in cima a Animal House, naturalmente, ma sono passati 25 anni. Sono stato in una confraternita per sei anni. Facciamo solo un film impegnandoci". La Universal ha dato a Lindsay il via libera per scrivere Beta House, e ha anche assunto Andrew Waller e il produttore di Nudi alla meta, WK Border, rispettivamente come regista e produttore del lungometraggio. La sceneggiatura era basata sui personaggi di Adam Herz e su aspetti della vita di Lindsay. Lindsay sostenne che la Universal non si preoccupava di rendere il film simile a Animal House e offriva "più opportunità per mantenere la storia organica", cosa che ha trovato la sfida di scrivere un sequel.
La pellicola presenta lo stesso cast principale di Nudi alla meta: John White, Steve Talley, Christopher McDonald ed Eugene Levy riprendono i loro ruoli dal capitolo precedente. Levy è tornato a interpretare Noah Levenstein per la sua sesta volta nel franchise di American Pie. Craig Kornblau, presidente di Universal Studios Home Entertainment, ha dichiarato: "Pensiamo che [Levy] sia cruciale per questo franchise perché il suo personaggio rappresenta il cuore del film". Jake Siegel, Jaclyn A. Smith, Dan Petronijevic e Jordan I Prentice riprendono anche loro i rispettivi ruoli da Nudi alla meta.
Le riprese principali sono iniziate il 4 giugno 2007 e sono durate dalle "sette [alle] otto settimane". Le riprese si sono svolte presso l'Università di Toronto, i Pinewood Toronto Studios e lo strip club Brass Rail di Toronto. Neo Art & Logic, Rogue Pictures e Universal Pictures hanno prodotto il film con un budget inferiore ai 10 milioni di dollari. La pellicola doveva essere il centro di una trilogia che inizia con Nudi alla meta e sebbene si siano tenuti i colloqui per un sequel conclusivo, questo deve ancora concretizzarsi.

## Distribuzione
American Pie Presents: Beta House è stato pubblicato direttamente in DVD a livello internazionale il 10 dicembre 2007 e negli Stati Uniti il 26 dicembre 2007. È stato commercializzato con lo slogan "la fetta di torta più arrapante!". Il lungometraggio è uscito in due edizioni DVD a disco singolo. L'edizione classificata come "R" non includeva caratteristiche speciali, mentre l'edizione non classificata includeva una traccia audio con il commento del regista, clip del dietro le quinte, scene e storie eliminate, un annuncio di servizio falso, featurette, outtake, una finta intervista del personaggio con Noah Levenstein, video musicali della band canadese God Made Me Funky e un episodio di 30 Rock. Durante le sue prime quattro settimane il DVD ha venduto oltre 534 000 copie negli Stati Uniti, generando 12,25 milioni di dollari di vendite. La Universal Pictures prevedeva di vendere più di un milione di unità; da allora le vendite hanno totalizzato oltre 898 000 unità negli Stati Uniti, con un fatturato di 18,55 milioni di dollari.
In Italia il film è uscito il 17 gennaio 2008 edito da Universal Pictures.

## Accoglienza
Il film ha ricevuto recensioni generalmente negative da parte della critica cinematografica. LaRue Cook di Entertainment Weekly ha valutato il film con una "D" e ha scritto, "quello che una volta era una fresca fetta di commedia adolescenziale è diventata una lastra di stantia crudezza". Scott Weinberg di Moviefone, nella sua recensione negativa, ha trovato il film "leggermente più divertente da guardare rispetto ai due capitoli precedenti", in particolare elogiando la scena del gioco di ruolo sessuale di Star Trek come "estremamente efficace". Jeffrey Robinson di DVD Talk scrive che "semmai, ti annoierà e ti lascerà chiedendoti perché hai sprecato un'ora e mezza della tua vita". Adam Quigley di JoBlo.com ha preso in giro i temi presentati nella pellicola, dichiarando che "se c'è una lezione da trarre da questi film, è che le donne sono oggetti e dovrebbero sempre essere trattati come tali". Hock Teh di IGN ha dato al film 5/10, scrivendo che "rimane molto vicino alla formula di American Pie, mentre ha criticato la storia come "priva di qualsiasi cosa lontanamente semi- avvincente o addirittura degna di nota". In una recensione positiva, Peter Hammond di Maxim descrive American Pie Presents: Beta House come "carico di sesso, risate e divertimento volgare", scrivendo che "potrebbe essere la fetta di torta più oltraggiosa di sempre!".